# 曾翀
曾翀（1490年—1535年），字習之，號古邨，南京鳳陽府霍丘縣（今安徽省霍邱縣）人，明朝政治人物。

## 生平
嘉靖四年（1525年）乙酉科應天府鄉試第十四名。嘉靖八年（1529年），登己丑科會試第二百九十三名，進士第二甲第七十四名。授南京刑部四川司主事。嘉靖十二年（1533年），升任河南道監察御史。先後疏罷尚書劉龍、聶賢，侍郎陳璋、甘為霖，大卿王綖、冼光，都御史趙載，直聲震朝廷。嘉靖十四年，因上疏彈劾尚书汪鋐，廷杖身死。隆庆初年平反，贈太常少卿。

## 家族
曾祖曾夔，曾任訓導；祖父曾瑬；父曾瓊。母李氏。永感下。